# Francesco Marmaggi
Francesco Marmaggi, italijanski rimskokatoliški duhovnik, škof in kardinal, * 31. avgust 1870, Rim, † 3. november 1949.

## Življenjepis
14. aprila 1900 je prejel duhovniško posvečenje.
1. septembra 1920 je bil imenovan za naslovnega nadškofa Hadrianolisa v Haemimontu in za apostolskega nuncija v Romuniji; 26. septembra istega leta je prejel škofovsko posvečenje.
Med 30. majem 1923 je 1925 je bil apostolski nuncij na Češkoslovaškem.
13. februarja 1928 je postal apostolski nuncij na Poljskem.
16. decembra 1935 je bil povzdignjen v kardinala in imenovan za kardinal-duhovnika S. Cecilia.
14. marca 1939 je bil imenovan za prefekta Zbora Rimske kurije.